# Las Tahonas
Las Tahonas är en ort i Mexiko.   Den ligger i kommunen Mocorito och delstaten Sinaloa, i den västra delen av landet, 1 100 km nordväst om huvudstaden Mexico City. Las Tahonas ligger 144 meter över havet och antalet invånare är 229.
Terrängen runt Las Tahonas är platt åt sydväst, men åt nordost är den kuperad. Runt Las Tahonas är det ganska glesbefolkat, med 23 invånare per kvadratkilometer. Närmaste större samhälle är Mocorito, 8,6 km sydväst om Las Tahonas. I omgivningarna runt Las Tahonas växer huvudsakligen savannskog.